# Pseudophanella similis
Pseudophanella similis är en insektsart som beskrevs av Van Duzee 1982. Pseudophanella similis ingår i släktet Pseudophanella och familjen Dictyopharidae. Inga underarter finns listade i Catalogue of Life.